# アル・プラザ堅田
アル・プラザ堅田（アル・プラザかたた）は、滋賀県大津市本堅田5丁目にある、平和堂の大型ショッピングセンター（GMS）。平和堂と42の専門店で構成されている。
1978年（昭和53年）7月に地元商店街との共同店舗として開業した平和堂堅田店の老朽化により建て替えが行われ、湖西地区初のアル・プラザとして2008年（平成20年）11月28日に開業した。

## フロア構成
| 階   | アル・プラザ堅田フロア概要 |
| ---- | -------------------------- |
| 屋上 | 屋上駐車場                 |
| 5階  | 駐車場                     |
| 4階  | 駐車場                     |
| 3階  | 暮らしとカルチャーのフロア |
| 2階  | ファッションのフロア       |
| 1階  | 食品のフロア               |

（フロア構成の出典：）
主な専門店
- ジョーシン 堅田アル・プラザ店
- スガキヤ 堅田アルプラザ店
- 鮎家・近江藤齋 アルプラザ堅田店

## 交通アクセス
- JR湖西線堅田駅より徒歩2分[4]。

## 近隣の競合店舗
- ピエリ守山 - 琵琶湖を隔てて対岸に所在。堅田駅より無料送迎バスを運行[5]。琵琶湖大橋（有料）を渡ってすぐ。

備考
- かつてはイズミヤスーパーセンター堅田店も競合店の1つとして営業していたが、2023年1月9日の営業をもって閉店した[6]。